# Hoxton
Hoxton est une zone de Hackney, un faubourg de Londres, situé immédiatement au nord du district financier de la City. La zone de Hoxton est bordée par le Regents Canal sur le côté nord, Wharf Road et City Road à l'ouest, Old Street (la Vieille Rue) au sud, et Kingland Road à l'est. 
Personnalités liées à Hoxton :
- Mary Wollstonecraft (1759-1797), femme de lettres
- Charles Bradlaugh (1833-1891), homme politique
- James Parkinson (1755-1824), médecin
- Les Jumeaux Kray, gangsters